# Irans herrlandslag i vattenpolo
Irans herrlandslag i vattenpolo representerar Iran i vattenpolo på herrsidan. Laget har deltagit i VM två gånger (1975 och 1998), båda gångerna blev resultatet en 15:e plats.

### Fotnoter
1. ↑  Todor Krastev (21 mars 1975). ”Men Water Polo World Championship 1975 Cali (COL) - 19-25.07 Winner Soviet Union” (på engelska). Sport Statistics. Arkiverad från originalet den 27 juni 2015. https://web.archive.org/web/20150627043401/http://todor66.com/Water_Polo/World/Men_1975.html. Läst 8 september 2015.
2. ↑  Todor Krastev (21 mars 1998). ”Men Water Polo World Championship 1998 Perth (AUS) - 09-18.01 Winner Spain” (på engelska). Sport Statistics. Arkiverad från originalet den 29 juni 2015. https://web.archive.org/web/20150629104544/http://todor66.com/Water_Polo/World/Men_1998.html. Läst 8 september 2015.